# Cirilo de Alameda y Brea
Cirilo de Alameda y Brea, O.F.M., španski rimskokatoliški duhovnik, škof in kardinal, * 9. julij 1781, Torrejón de Velasco, † 30. junij 1872.

## Življenjepis
10. julija 1831 je bil imenovan za škofa Santiaga de Cuba; potrjen je bil 30. septembra istega leta in 12. marca 1832 je prejel škofovsko posvečenje.
20. aprila 1849 je bil imenovan za nadškofa Burgosa in 3. avgusta 1857 za nadškofa Toleda.
15. marca 1858 je bil povzdignjen v kardinala.